# Giovanni Carboni
Giovanni Carboni (* 31. August 1995 in Fano, Marken) ist ein italienischer Radrennfahrer.

## Sportlicher Werdegang
In den Nachwuchsklassen wurde Carboni zweimal Zweiter bei italienischen Meisterschaften im Einzelzeitfahren: Im Jahr 2013 bei den Junioren und 2016 bei der U23. Beim U23-Rennen Giro della Valle d’Aosta gewann er 2017 die erste Etappe.
Anschließend erhielt Carboni 2018 einen Vertrag beim Professional Continental Team Bardiani CSF, für das er mit dem Giro d’Italia 2019 seine erste Grand Tour bestritt. Mit dem 35. Gesamtrang erzielte er beim Giro d’Italia 2021 seine bislang beste Platzierung bei einer Grand Tour, ehe er im Jahr 2022 zur russischen Gazprom-RusVelo Mannschaft wechselte. Nachdem diese aufgrund des russischen Angriffskrieges gegen die Ukraine eingestellt worden war, erhielt er einen Vertrag beim spanischen UCI ProTeam Caja Rural-Seguros RGA. Seinen ersten internationalen Sieg in der Eliteklasse fuhr er jedoch für die italienische Nationalmannschaft beim Adriatica Ionica Race ein.
Zur Saison 2024 wechselte Carboni zum japanischen JCL Team UKYO. Er folgte damit den beiden ehemaligen italienischen Radrennfahrern Alberto Volpi und Manuele Boaro, die das Team seit der Saison 2024 managen und trainieren. Für sein neues Team erzielte Carboni mehrere Etappenerfolge und den Gesamtsieg bei der Tour of Japan 2024.
Nach nur einer Saison kehrte Carboni nach Europa zurück und ging für das UCI ProTeam Unibet Tietema Rockets an den Start. Nach einem fünften Platz bei der Trofeo Laigueglia, setzte er sich in der Bergwertung der Griechenland-Rundfahrt durch.

## Erfolge
2013
- Italienische Meisterschaft – Einzelzeitfahren (Junioren)

2015
- Nachwuchswertung Sibiu Cycling Tour

2016
- Italienische Meisterschaft – Einzelzeitfahren (U23)

2017
- eine Etappe Giro della Valle d’Aosta

2022
- eine Etappe Adriatica Ionica Race

2024
- Gesamtwertung und zwei Etappen Tour of Japan
- eine Etappe Tour of Bulgaria

2025
- Bergwertung Griechenland-Rundfahrt

## Grand-Tour-Platzierungen
| Grand Tour            | 2019 | 2020 | 2021 |
| --------------------- | ---- | ---- | ---- |
| Giro d’ItaliaGiro     | 57   | 82   | 35   |
| Tour de FranceTour    | –    | –    | –    |
| Vuelta a EspañaVuelta | –    | –    | –    |